# Iinefer
Iinefer (auch oftmals Iinefer I.) war ein altägyptischer Prinz mit dem Titel Königssohn, der nur von seinem Mastaba-Grab im altägyptischen Gräberfeld von Dahschur am südöstlichen Rand des Geländes bekannt ist. Er lebte wahrscheinlich am Übergang der 3. zur 4. Dynastie und war eventuell ein Sohn von König Snofru (etwa 2670 bis 2620 v. Chr.).
Gaston Maspero grub ab 1883 das Grab des Iinefer aus, berichtete 1885 davon und erwähnte sowohl den Namen des Verstorbenen als auch eine Kartusche des Snofru. Zu Beginn des 20. Jahrhunderts berichtete auch Alexandre Barsanti von einer weiteren Ausgrabung. Die zwei Kultnischen des Grabes befinden sich heute im Ägyptischen Museum in Kairo (Inventarnummern CG 57120, 57121). Der Reliefstil datiert sie an das Ende der 3. und an den Beginn der 4. Dynastie. Sie zeigen Iinefer und weibliche Figuren, die Landgüter symbolisieren. Vor allem die Reliefblöcke vom oberen Teil der Kapelle fehlen, hier waren einst vor allem weitere Titel des Iinefer zu finden, die heute zum großen Teil verloren sind. Zu den noch erhaltenen Titeln gehört Fürst (Ḥ3tj-ˁ = Hati-a), Vorlesepriester (H̱rj-ḥbt = Cheri-hebet) und ein unvollständig überlieferter Titel, in dem der Königsname Snofru vorkommt.

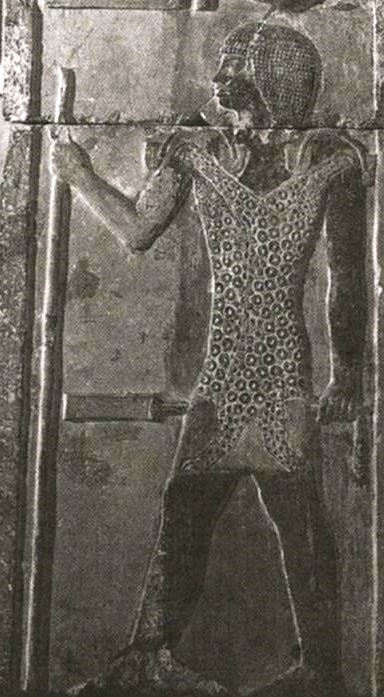
Iinefer in seiner Mastaba (heute in Kairo)